# Jesús Vived Mairal
Jesús Vived Mairal (Huesca, 1932-Barcelona, 2018) fue un periodista, sacerdote, biógrafo y ensayista español.

## Biografía
Nació en Huesca en 1932. Escritor, biógrafo, periodista y sacerdote, fue amigo del escritor Ramón J. Sender, de quien escribió una biografía, titulada Ramón J. Sender. Biografía (Páginas de Espuma, 2002). También realizó una edición de una obra dramática inédita de Sender, titulada La llave.
En 1977, fue nombrado mantenedor de las fiestas de Almudévar.[cita requerida]
Falleció el 13 de noviembre de 2018 en Barcelona.